# 台湾小檗
台湾小檗（学名：Berberis kawakamii）又名川上氏小檗，是小檗科小檗属的植物，为台灣特有植物。生长于海拔2,200米至3,500米的地区，見於南湖大山、合歡山、阿里山等山區的山坡灌叢中和林中。

## 其他
本種的學名乃早田文藏紀念臺灣日治時期的植物學家川上瀧彌而命名，部份植物學者仍習於稱此種為川上氏小蘖。